# Слепухов, Николай Сергеевич
Николай Сергеевич Слепухов (17 марта 1933 — 21 декабря 1990) — передовик советского строительства, бригадир строительной бригады колхоза имени Карла Маркса Обоянского района Курской области, Герой Социалистического Труда (1966).

## Биография
Родился 17 марта 1933 года в селе Белый Колодезь, ныне Медвенского района Курской области в русской крестьянской семье. Отец погиб на фронте. Николай был старшим ребёнком и ему пришлось рано начать трудовую деятельность. Пас коров, капал огород, ремонтировал дом. Подростком стал работать строителем. С 1957 года стал работать бригадиром колхозной строительной бригады.
Бригада под руководством Слепухова выполняла различные строительные работы по монтажу хозяйственных построек для колхоза. Одновременно работал на нескольких объектах, осуществлял контроль за качеством и сроками выполнения строительных заданий. Сам лично брал инструмент и производил плотницкие работы. Возводил и ремонтировал объекты социальной сферы.
За успехи, достигнутые в увеличении производства и заготовок пшеницы, ржи, гречихи, риса других зерновых и кормовых культур и высокопроизводительном использовании техники Указом Президиума Верховного Совета СССР от 23 июня 1966 года Николаю Сергеевичу Слепухову было присвоено звание Героя Социалистического Труда с вручением ордена Ленина и золотой медали «Серп и Молот».
В дальнейшем продолжал трудовую деятельность.
Проживал в селе Тарасово Медвенского района Курской области. Умер 21 декабря 1990 года.

## Награды
За трудовые успехи удостоен:
- золотая звезда «Серп и Молот» (23.06.1966),
- орден Ленина (23.06.1966),
- другие медали.